# Zhuge Liang

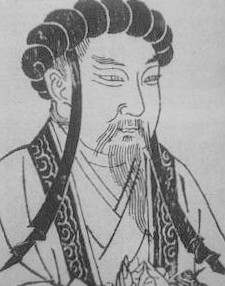
Zhuge Liang

Zhuge Liang (chinês:  諸葛亮 / 诸葛亮; 181–234), com o nome de cortesia Kongming, foi um dos personagens-chave no período dos Três Reinos da China, tinha como cognome "Dragão Adormecido". Media cerca de 184 cm. Era dotado de uma inteligência ímpar; inventor de vários engenhos e produtos que conhecemos nos dias de hoje, tais como: a besta de repetição chinesa, a vaca de madeira mecânica, o xadrez de Kong Ming, o pão de arroz chinês, entre outros. De acordo com uma tradição, ele foi criador do Dominó. Devido às suas inúmeras táticas de guerra bem sucedidas, Zhuge Liang ficou conhecido como um grande estratega daquela época. Zhuge Liang é retratado em Wu Shuang Pu (無雙 譜, Tabela de Heróis Inigualáveis) por Jin Guliang.

## As Três visitas de Liu Bei
Zhuge Liang habitava numa choupana isolada na atual província de Hubei. Recebeu três visitas de Liu Bei, indicado por Xu Shu. Como nas duas primeiras vezes ele estava de viagem, só na terceira visita é que Liu Bei se encontrou deveras com Zhuge Liang, tendo este ficado impressionado com a virtude do visitante, juntando-se então à sua causa de restauração da dinastia Han.

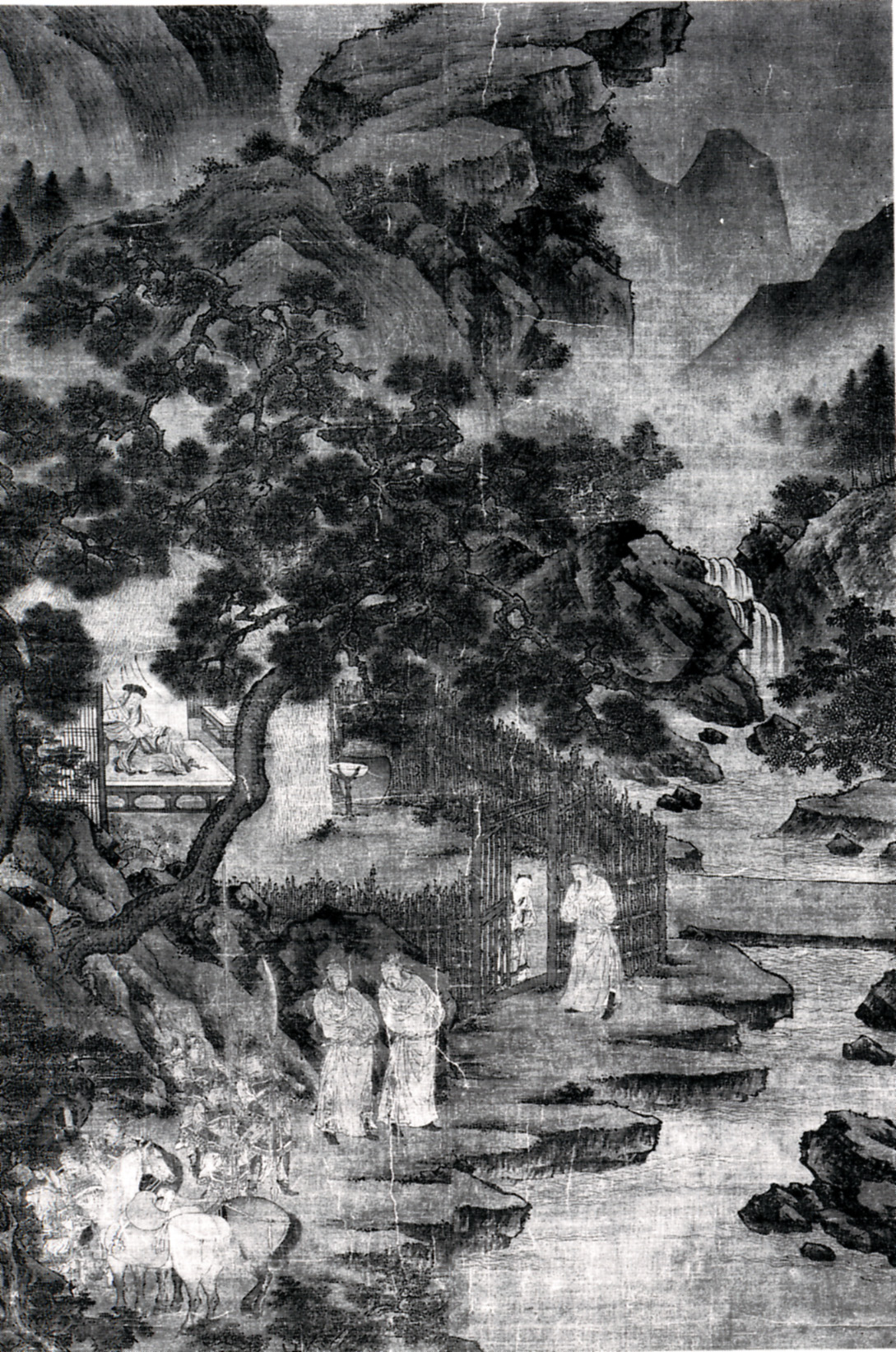
Liu Bei com os seus irmãos jurados Guan Yu e Zhang Fei na terceira visita a Zhuge Liang

A primeira grande vitória de Zhuge Liang, como conselheiro militar de Liu Bei, de acordo com o Romance dos Três Reinos de  Luo Guanzhong, ocorreu durante uma incursão por ordem do então primeiro-ministro Cao Cao, sob o comando de Xiahou Dun. Atraindo o exército inimigo para a floresta de Bowang Po, Zhuge Liang fez-lhe uma emboscada e ateou fogo à floresta, derrotando o inimigo, que estava em maioria numérica. A vitória deu a Zhuge Liang um grande ascendente moral perante o exército de Liu Bei.

## Batalha de Chibi
Cao Cao invadira a província de Jing, localizada na parte central da China, e graças às estratégias de Zhuge Liang, conseguiu-se formar uma aliança entre Liu Bei e Sun Quan, que por fim conseguiu derrotar o exército de Cao Cao, que por sinal se encontrava em maioria numérica, nos navios em Chi Bi, através de um feroz ataque incendiário, engendrado por Zhou Yu e pelo próprio Zhuge Liang.

## Regência de Shu Han
Como o filho de Liu Bei, Liu Shan, tinha apenas 16 anos na altura da morte do pai, Zhuge Liang foi nomeado regente. Após um acordo de paz com Wu, que duraria até ao fim do reino de Shu, Zhuge Liang continuou a realizar incursões armadas sobre o reino de Wei, nas chamadas «Expedições ao Norte», mas faleceu por doença durante uma batalha nos campos de Wu Zhang ,contra Sima Yi, o qual depois iniciou a invasão de Shu, e passou o cargo de estrategista para Jiang Wei.

## Besta de repetição chinesa
Crê-se que a besta de repetição chinesa poderá ter sido concebida pelo estratega e comandante chinês Zhuge Liang, no século III d.C, pelo que um dos nomes comuns desta arma («zhuge nu»(chinês tradicional: 諸葛弩, pinyin: Zhūgě nǔ) se trata de um substantivo antroponímico alusivo a ele.

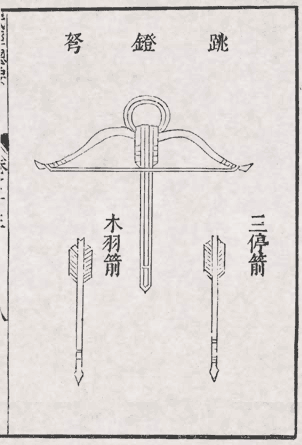
Desenho da besta chinesa clássica, a nǔ (弩)

Sendo certo que há um certo grau de controvérsia historiográfica, de torno da possível origem deste tipo de besta. Isto porque a tese propalada por certos autores, de que a besta de repetição chinesa é anterior à sua concepção por Zhuge Liang, assenta num conjunto de representações gráficas mais antigas conhecidas desta arma, encontradas na biblioteca de Chu, que se crê datarem de 250 a.C., antes da morte do general.
Porém, a tese mais plausível, defendida pela historiografia moderna, é a de que os historiadores da dinastia Ming terão julgado que o modelo de besta de repetição chinesa concebida por Zhuge, que efectivamente lançava vários virotes ao mesmo tempo, era mais antigo do que realmente era, pelo que o terão confundido com a besta chinesa original, a nǔ (弩).
Com efeito, basta ver que, de acordo com Wu-Yue Chunqiu, na obra «History of the Wu-Yue War», redigida por ocasião da dinastia Han Oriental, a besta  chinesa foi inventada na pendência do Período dos Estados Combatentes, na provincia de Chu, no século IV a.C.,  vários séculos antes do aparecimento da besta de repetição chinesa.

## Na televisão
No anime Inazuma Eleven Go Chrono Stone, Zhuge Liang era na verdade uma mulher, onde ela(e) fazia parte dos Onze lendários e a sua aura foi fundida com o jogador da Escola Raimon, Taiyou Amemiya, na partida contra a Zanarc Domain. A forma de fundir a sua aura com a do jogador Taiyou foi diferente. Ela, com o poder de aura, invocou uma incorporação, que se baseou no Dragão Adormecido, gerando uma fusão de auras sem problemas.
Além de uma pequena citação do protagonista Ayanokouji Kiyotaka do anime Yōkoso Jitsuryoku Shijō Shugi no Kyōshitsu e (Classroom of the Elite) no 5º episódio do anime.

## Na Série Dynasty Warriors
Zhuge Liang possui como arma um leque de batalha e dele sai vento de ataques normais e raios de ataques especiais e musous. Ele morre de doença, em Wuzhang Plains, na pendência de uma batalha contra Sima Yi. 